# Italská kuchyně
Italská kuchyně je považována za jednu z nejlepších na světě. Touto kuchyní se inspirovalo mnoho a mnoho dalších. Těšit se v ní můžeme na různé druhy masa a ryb, zeleninu (uvařenou na mnoho způsobů), těstoviny (Itálie se může pyšnit více než 400 druhy), nádivky, zmrzliny (italské zmrzliny jsou považovány také za jedny z nejlepších), dezerty. Podle množství zemědělských plodin se dělí na tři skupiny: severní, střední a jižní.
Italská kuchyně patří k nejstarším na světě. Původ řady pokrmů pochází až od Etrusků, Řeků a Římanů. Byla ovlivněna i arabskou, židovskou a francouzskou kuchyní.

## Historie
Italská kuchyně se vyvíjela po celá staletí. Ovlivnila ji etruská, řecká, židovská a arabská kuchyně. Italové vždy byli významnými obchodníky a ze světa si přiváželi znalosti a dovednosti, které zařazovali do své kuchyně. Suroviny, které objevili, začali pěstovat a zařazovat do svého jídelníčku. S objevením Nového světa dorazily do Itálie brambory, rajčata, paprika a kukuřice. Od té doby ve zdejší kuchyni zdomácněly a staly se součástí italské kuchyně.
První známý italský autor kuchařky byl sicilský Řek jménem Archestratos ze Syrakus, který žil ve 4. století před naším letopočtem. Napsal báseň, která hovořila o používání špičkových a sezónních přísad. Napsal, že příchutě by neměly být maskovány kořením, bylinkami nebo jiným kořením. Kladl důraz na jednoduchou přípravu ryb.
Kuchařka (autor Apicius), která pochází z prvního století před naším letopočtem, spojuje jídlo s tehdejší kulturou a klade na něj velký důraz. V průběhu staletí ovlivňovaly vývoj italské kuchyně i sousední regiony, dobyvatelé, vysoce postavení kuchaři, politické převraty a objevy z nového světa.
Italské jídlo, jak jej známe dnes, se začalo utvářet po pádu římské říše, kdy kromě římská kuchyně si i ostatní města začala tvořit své vlastní tradice a regionální kuchyně. Například Milán (sever země) je známý díky rizotům, Bologna (střed země) je známá pro své tortellini a Neapol (jih země) se proslavila pizzamii a špagetami. Vzniklo také mnoho různých druhů chleba, těstovin a různé variace v přípravě i ve vaření.

## Stravování
Na rozdíl od ostatních jižních zemí, mají Italové oběd hlavním jídlem dne. Večeře bývá později jako ve Španělsku, ale není už tak vydatná.  Italský oběd (pranzo) se skládá z několika chodů a bývá vydatný. Začíná předkrmem (antipasto), pokračuje prvním chodem (primo), to bývá polévka, těstoviny nebo risotto, následuje druhý chod (secondo), to bývá masové nebo rybí jídlo. Oběd zakončuje káva s dezertem (dolci) nebo ovocem (frutta). 

## Suroviny
Základem italské kuchyně je jednoduchost a používání tradičního koření. Velký důraz se klade na kvalitu surovin. Každý region používá své tradiční suroviny a recepty po staletí předávané z generace na generaci. Základní surovinou italské kuchyně jsou jistě těstoviny. Používají se čerstvé a sušené, v mnoha rozličných tvarech a s mnoha příchutěmi. Další nejrozšířenější surovinou je rýže, která je základem italského rizota. Pak je to hladká mouka a další ingredience pro přípravu pizzy. Velmi oblíbené jsou i sýry jako je parmazán a další sýry vyrobené podle tradičních italských receptur. Také nejrůznější uzeniny patří k italským specialitám, je to například známá mortadela. Ve vnitrozemí se hojně využívá jehněčí, telecí, drůbeží, hovězí, konina nebo sladkovodní ryby. V přímořských oblastech to jsou sardinky, ančovičky, mečoun, humr a další plody moře. 
Téměř v každém jídle najdeme extra panenský olivový olej, mořskou sůl (jemnou i hrubou), rajská jablíčka, různě ochucené octy, vinné octy (balsamico) a houby. Ze zeleniny jsou hojně využívané rajčata, papriky, fazole, cibule, česnek, feferonky, kapary, zelené a černé olivy. Nejoblíbenější bylinkou je bazalka, za ní následuje rozmarýn, šalvěj, tymián, šafrán, pepř, skořice, hřebíček, chilli a petrželová nať. 

## Pokrmy

### Polévky
Např. polévka Acquacotta (pochází z Toskánska) je hustá a pikantní. Připravuje se ze zeleniny (rajčata bez tekutiny, celer, mrkev atd.) a sušených hub. Nahoru se pro ozdobu i chuť dodává vařené vejce. 
Známá je také zeleninová polévka minestrone.

### Maso
Nejvíce se používá maso telecí a kuřecí, které se připravuje na spousty způsobů – grilování, vaření, dušení.

### Ryby a mořské pokrmy
Ryby smaží, grilují a pečou s přidáním citronové šťávy a různého koření. Italové si hodně zakládají na rybích polévkách. Také nesmíme samozřejmě zapomenout na dary moře. Zde dokáží skvěle připravit ústřice, kraby, raky, langusty, humry, sépie a chobotnice.

### Těstoviny

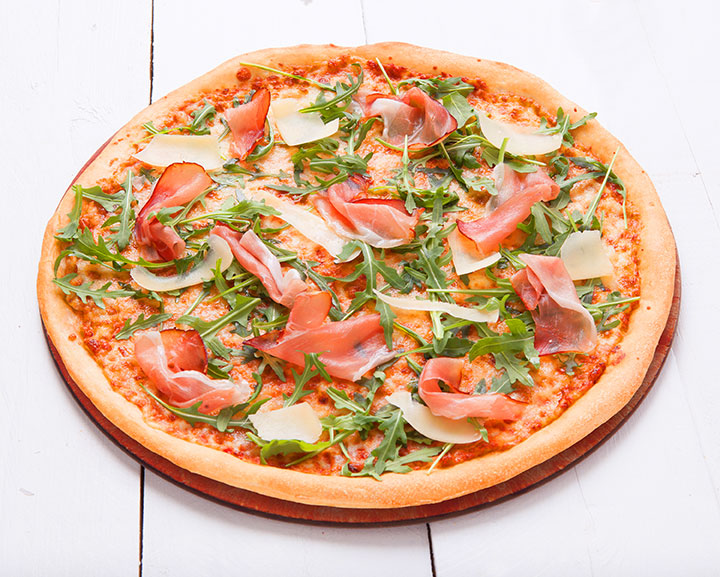
Pizza Prosciutto

Těstoviny (pasta) jsou význačné svoji kvalitou a oblibou. Mají asi 400 druhů těstovin jako nám známé spaghetti, tortellini a ravioli. Vyrábí se z vody a semolinové mouky, ale jsou i vaječné těstoviny, které jsou po čerstvých nejkvalitnější. 
- Italské těstoviny:
  - Spaghetti
  - Pappardelle
  - Tortellini
  - Orecchiette
  - Ravioli
  - Tagliatelle
  - Fusilli
  - Cavatelli
  - Strascinati
  - Farfalle
  - Maccheroni
  - Lasagne
  - Lagane
  - Manate
  - Gnocchi
  - Pizzoccheri
  - Bucatini
  - Penne

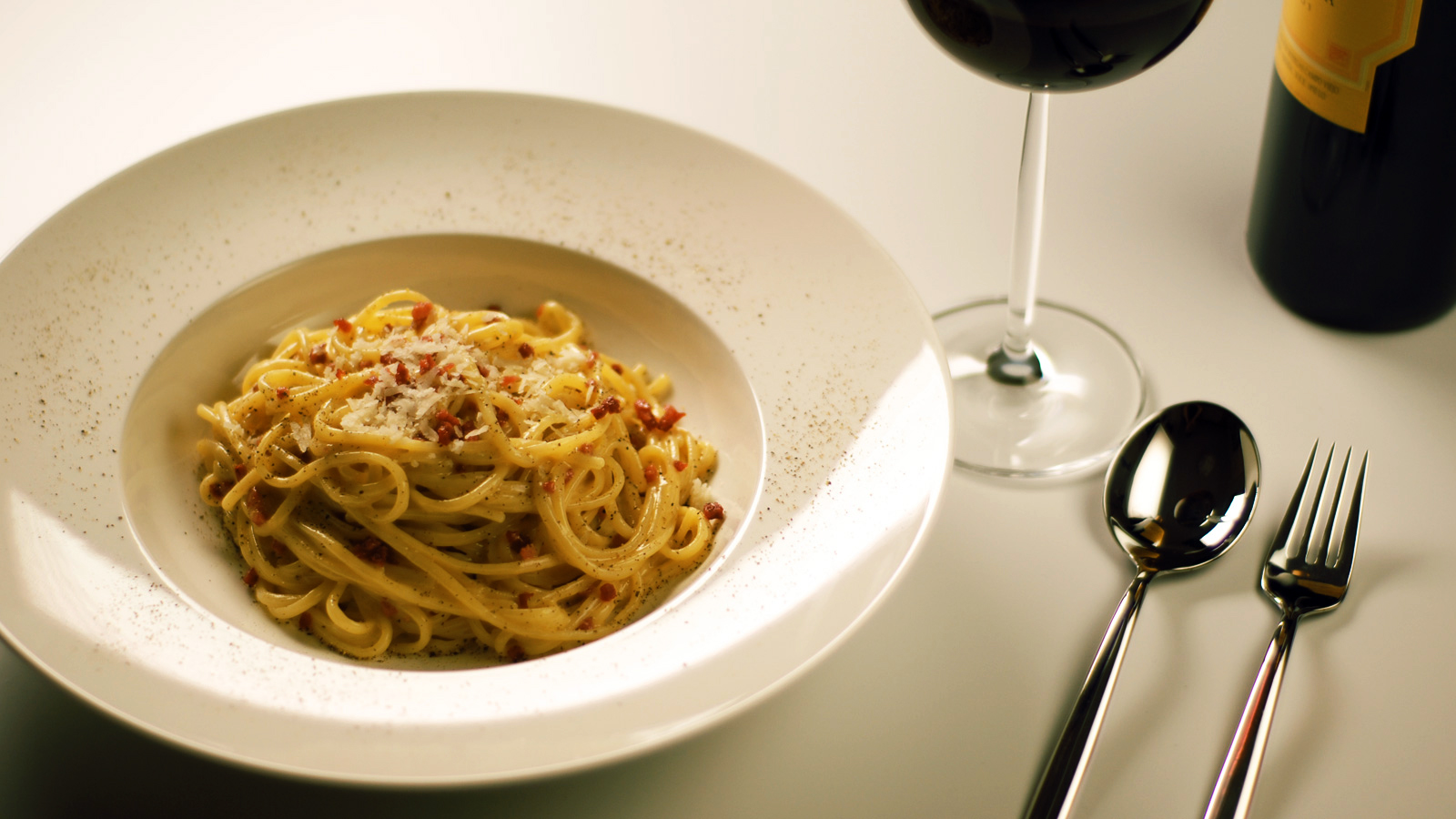
Spaghetti alla carbonara
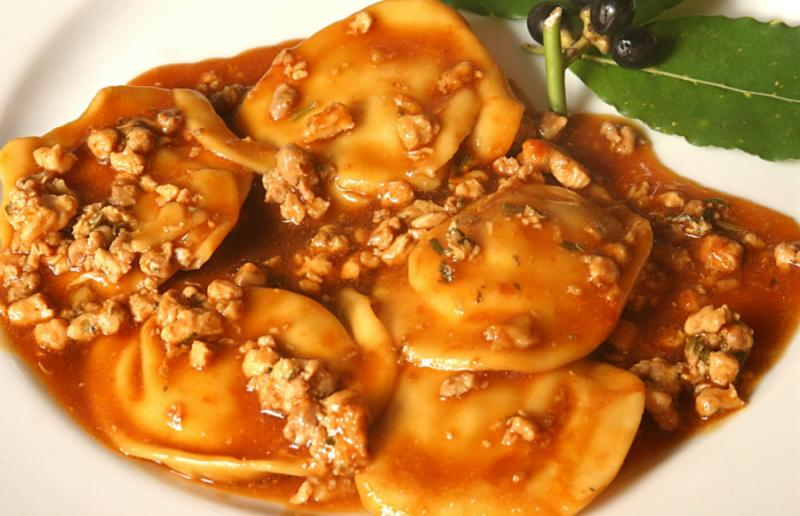
Ravioli
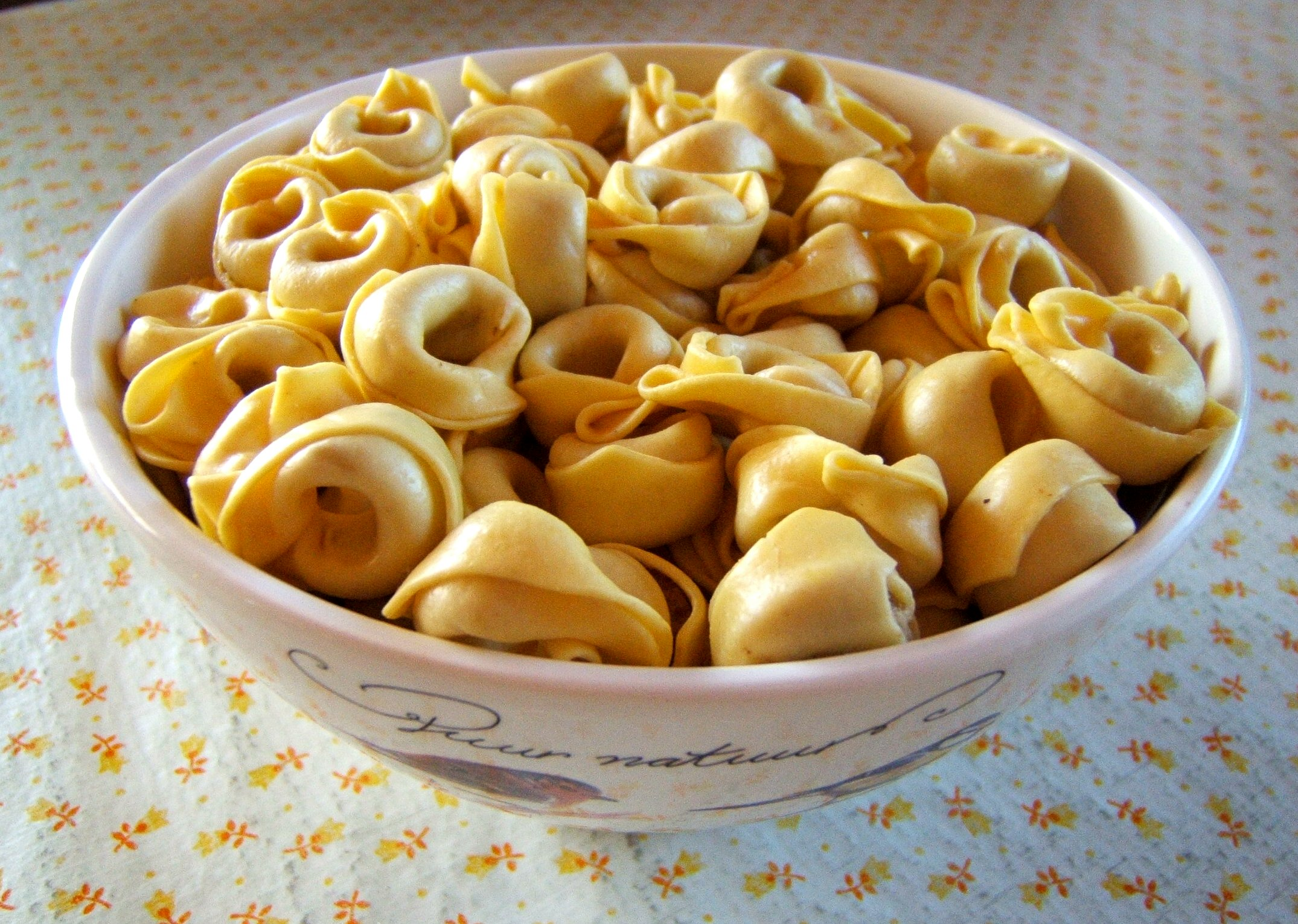
Tortellini

### Pizza
Pizza je jedním z pokrmů, které italskou kuchyni proslavily po celém světě. Připravuje se z mouky, kvasnic, soli a olivového oleje. Na takovýto základ se potom pokládají různé suroviny podle chuti, především rajčata a mozzarella.

### Rýže a rizoto
Rýže se používá hlavně na severu Itálie v krajích Lombardie a Piemonte. Rýže je také častou ingrediencí polévek a dalších chutných pokrmů, například rizota.

### Zelenina
Zelenina je zde také hojně požívaná. Například se z ní dělají čerstvé saláty, oblohy k hlavnímu chodu nebo pouze jako dekorace pokrmu. Jejich oblíbenými druhy zeleniny jsou: fenykl, rajčata, chřest, cuketa, lilek a jiné.

### Salámy a uzeniny
Itálie je proslulá kvalitními uzeninami a salámy. Nejvíce uzenin pochází z kraje Emilia Romagna, pro které je typická sušená šunka prosciutto nebo salám mortadella. 
- Salame Milano
- Prosciutto
- Mortadella
- Bresaola
- Pancetta
- Salame Felino
- Salsiccia
- Salame al Barolo
- Prosciutto cotto
- Lardo
- Guanciale
- Coppa di testa
- Ciccioli

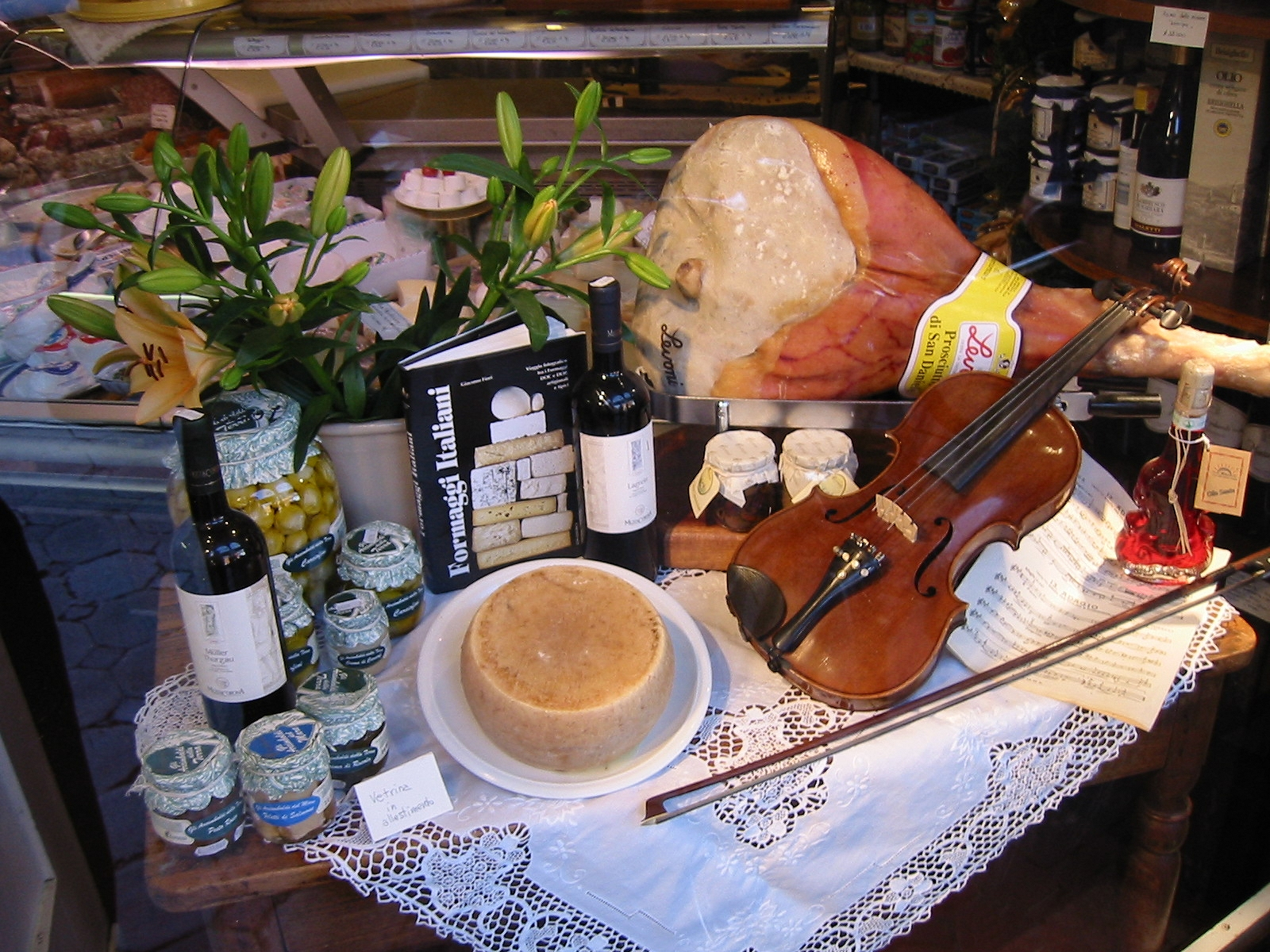
Italské delikatesy
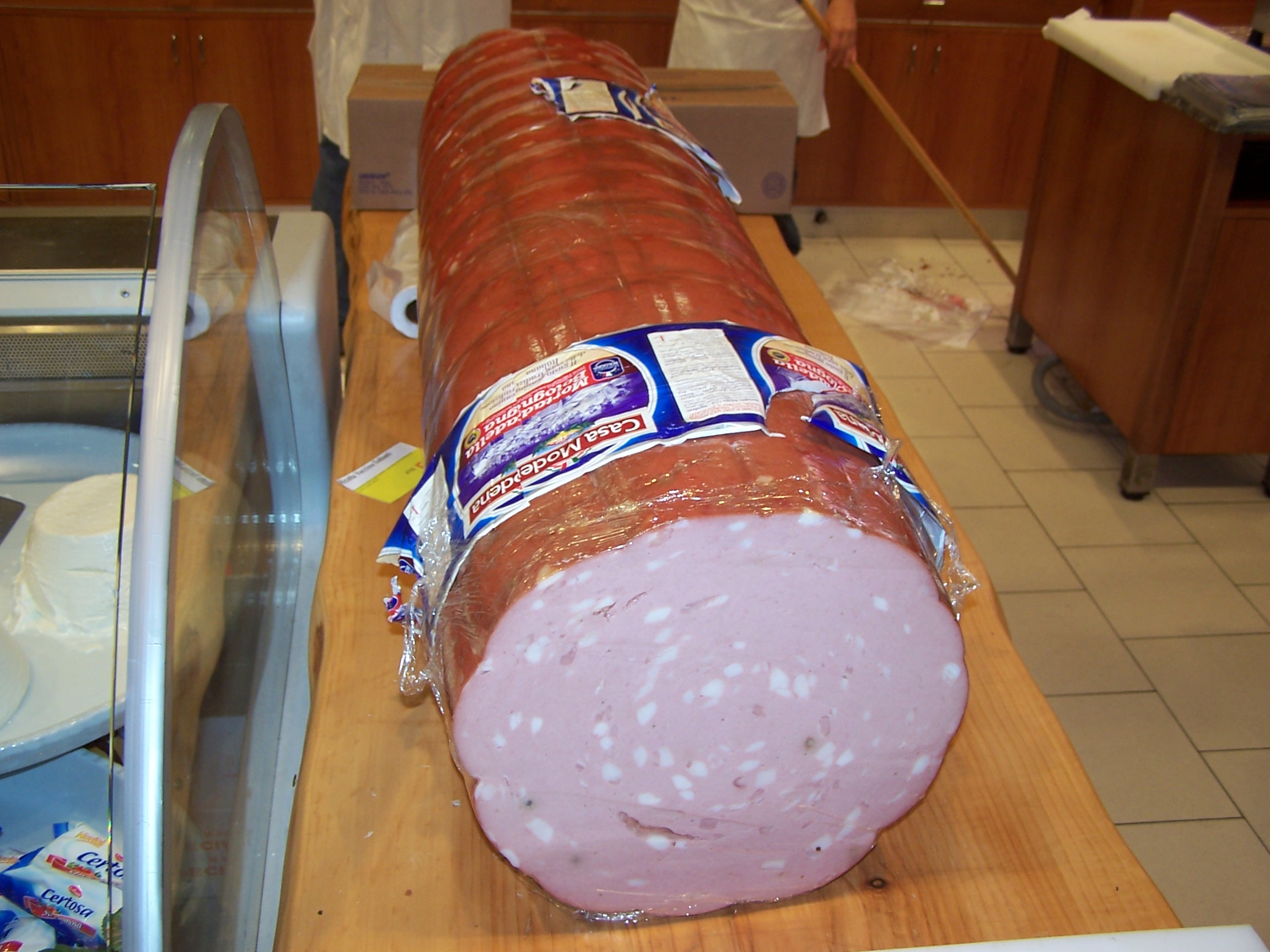
Mortadella

### Sýry

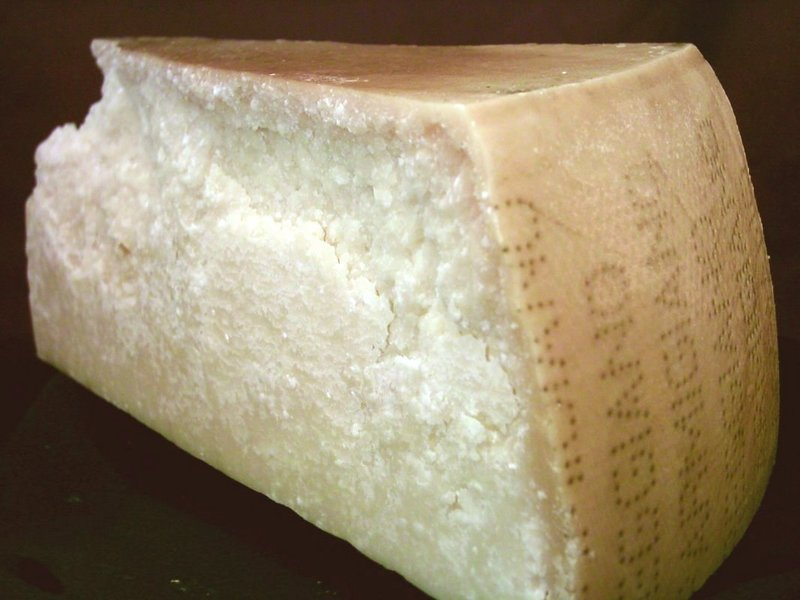
Parmezán

Itálie je mimo jiné také proslulá výrobou různých sýrů. Každý sýr má v italské kuchyni své místo. Například parmezán (parmigiano-reggiano) se používá převážně na těstoviny, mozzarella zase na pizzu.

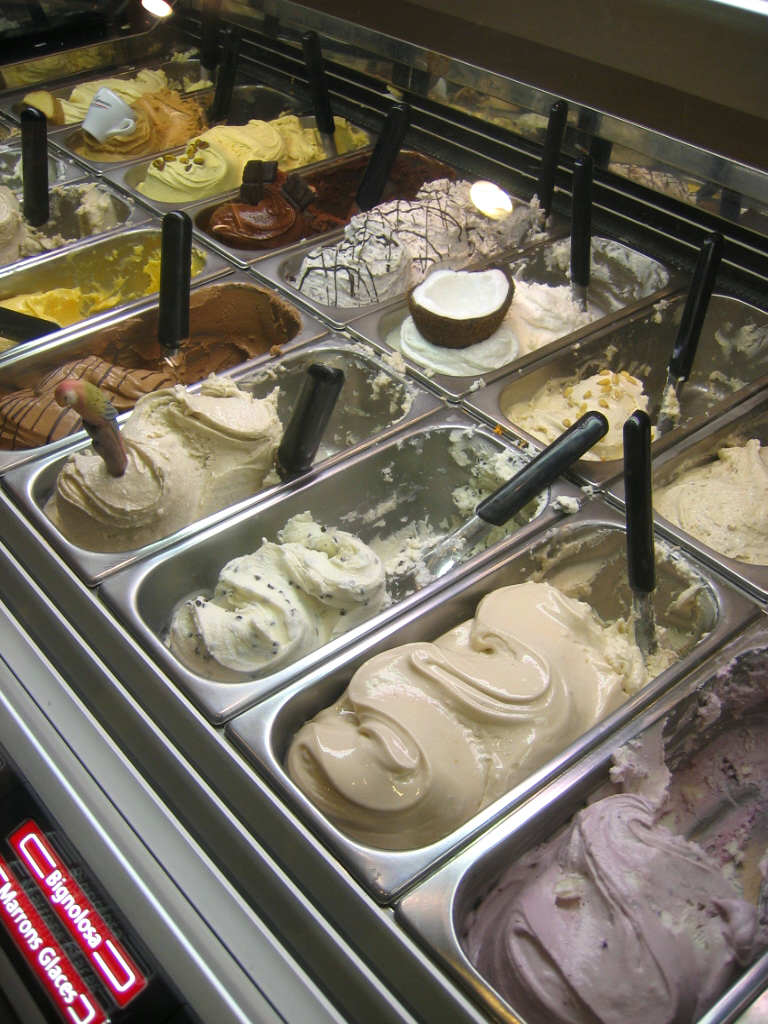
Italská zmrzlina

- Parmezán (Parmigiano-Reggiano)
- Grana Padano
- Ricotta
- Pecorino
- Crescenza
- Gorgonzola
- Asiago
- Scamorza
- Mozzarella
- Puzzone

- FontinaItalská zmrzlina

## Zákusky, cukroví
Mezi italské dezerty patří zabaione, panna cotta, tiramisu nebo zuccotto.
Zmrzlina - pravá italská zmrzlina (gelato) má smetanovou (krémovou) chuť.
Tiramisu - pochází z Toskánska. Ve Florencii se v 19. století stalo oblíbenou pochoutkou. Dále se dostal do Anglie a do Ameriky (San Francisco). Hlavními ingrediencemi tiramisu je sýr mascarpone, vaječné žloutky, cukr, silné espresso, máslo (pro tu správnou chuť) a kvalitní kakao.

## Pečivo
- Bruschetta, zapečený nebo opečený chléb. Často se připravuje na grilu. V Toskánsku se bruschetta nazývá fettunta, v regionu Abruzzo je to ventricina.
- Ciabatta, bílý chléb. Drobné rozpečené krajíčky ciabatty jsou známé jako panini.
- Focaccia, pečený chlebový výrobek. Ochucuje se olivovým olejem, solí, někdy bylinkami a cibulí, sýrem a masem.

## Nápoje

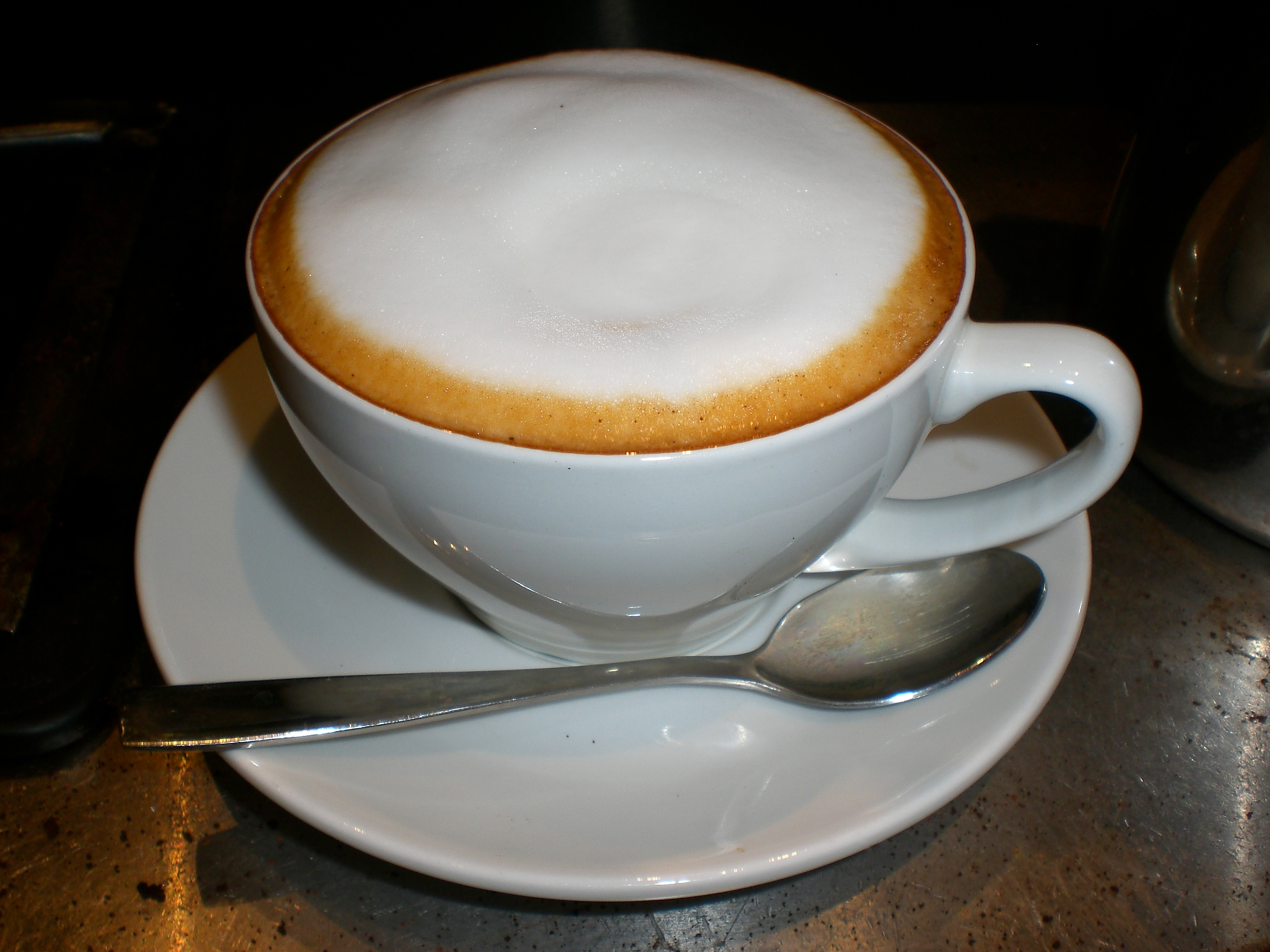
Cappuccino

- Káva - Italové kávu milují ve všech podobách Espreso, Cappuccino, Caffè latte, Latte macchiatto, Caffè macchiato, Caffè mocha, Caffè corretto, Caffè lungo

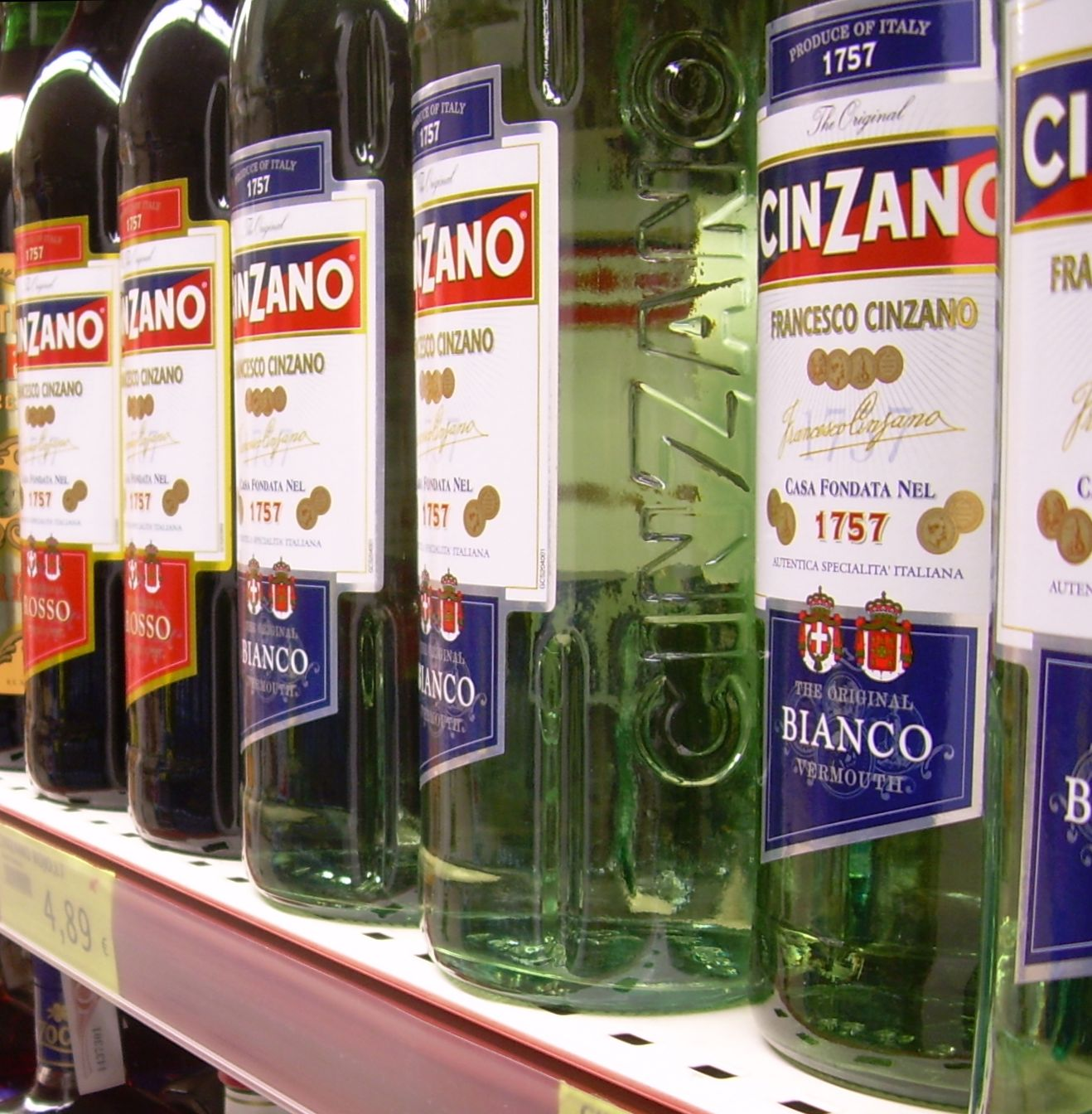
Cinzano

- CinzanoVíno - Itálie patří mezi největší producenty a exportéry vína na světě.[6] Pokud se týká kvality a chuti patří italská vína k nejlepším na světě. Kvalitní vína jsou označována podle geografického původu. Víno označené DOC (Denominazione d´origine controllata) se smí vyrábět pouze v určitém regionu, z konkrétních odrůd a přesně stanoveným způsobem. Nejlepší vína jsou označena DOCG (Denominazine d´origine controllata e garantita) s garantovanou kvalitou. I obyčejné stolní víno (da tavola) může být velmi dobré. V Itálii se pěstuje mnoho odrůd, ale jasně vítězí Sangiovese. Dále jsou známé Barbera, Chianti, Nebbiolo, Aglianico del Vulture, Catarrato Bianco Siciliano, Nero ďAvola, Montepulciano, Trebbiano Toscano a Primitivo. Colombano je jedno z míst, kde se pěstuje vynikající víno.
- Labrusco - Italové mají v oblibě i červené perlivé víno Lambrusco ze stejnojmenné odrůdy červených hroznů. Perlivé víno bývá většinou bílé nebo růžové, a proto je červené Lambrusco tak originální.
- Chianti - v Toskánsku se vyrábí suché červené víno rubínové barvy Chianti. Již v roce 1716 se stala tato oblast první vinařskou oblastí na světě s chráněným označením původu.
- Cinzano (Rosso, Bianco, Extra Dry, Rosé) - italský vermut se začal vyrábět v roce 1757 v Turíně. Slovo vermut pochází z názvu pelyňku pravého, který je hlavní součástí tajné směsi bylin používaných pro výrobu vermutu. Dále je to hřebíček, skořice, muškátový oříšek, koriandr, pomerančová kůra a další.
- Campari - tmavě červený alkoholický aperitiv s hořkou příchutí (obsah alkoholu mezi 20 a 28 %). Obsahuje tajnou směs bylin a ovoce, včetně citrusového ovoce citrus myrtifolia.
- Grappa - aromatická pálenka (obsah alkoholu 35-60 %) vyráběná ze zbytků hroznů po vylisování vína.
- Pivo - není tak oblíbené jako víno. Nejznámější značky jsou Peroni a Moretti.